# Tuzluca
Tuzluca là một huyện thuộc tỉnh Iğdir, Thổ Nhĩ Kỳ. Huyện có diện tích 1254 km² và dân số thời điểm năm 2007 là 25682 người, mật độ 20 người/km².